# Chopinzinho (kommun)
Chopinzinho är en kommun i Brasilien.   Den ligger i delstaten Paraná, i den södra delen av landet, 1 200 km söder om huvudstaden Brasília. Antalet invånare är 19 673. Arean är 908 kvadratkilometer.
Terrängen i Chopinzinho är lite kuperad.
Följande samhällen finns i Chopinzinho:
- Chopinzinho

Omgivningarna runt Chopinzinho är en mosaik av jordbruksmark och naturlig växtlighet. Runt Chopinzinho är det ganska glesbefolkat, med 23 invånare per kvadratkilometer.